# Stevo Nikolić
Stevo Nikolić (Bosanski Šamac, 4 dicembre 1984) è un calciatore bosniaco, attaccante del BSK 1926 Baćevac.

## Palmarès

### Club
- Campionato bosniaco: 3

Modriča: 2007-2008
Zrinjski Mostar: 2013-2014, 2015-2016

### Individuale
- Capocannoniere Premijer Liga: 1

2006-2007 (19 reti)